# 阿勒玛卢 (凯明区)
阿勒玛卢，又称阿勒玛勒，是吉尔吉斯斯坦楚河州凯明区下辖的一个村。2023年初，该村常住人口为816人。